# Фейгин, Владимир Григорьевич
Владимир Григорьевич Фейгин (29 ноября 1901 — 30 октября 1937) — советский партийный и комсомольский деятель.

## Биография
Родился в 1901 году в Белостоке Гродненской губернии в семье юриста Григория (Гершона) Давыдовича Фейгина и Хаи Соломоновны (Шоломовны) Альтшулер. Брат-близнец организатора комсомольского движения Герасима Фейгина. Окончил 4 класса гимназии.
С мая 1917 г. член РСДРП(б), вел партийную работу в г. Покров Владимирской губернии. С апреля 1918 г. председатель Покровского горкома Союза молодежи III Интернационала. С января 1919 г. председатель Владимирского губкома, с февраля 1920 г. — секретарь Екатеринбургского губкома РКСМ. В 1920—1921 годах ответственный редактор журнала ЦК РКСМ «Юный коммунист». С 16.12.1920 по 4.4.1922 секретарь и член Бюро ЦК РКСМ. В 1922—1923 гг. секретарь Закавказского крайкома РКСМ.
В 1923—1924 гг. слушатель Курсов марксизма-ленинизма, в 1924—1925 гг. заместитель заведующего организационным отделом Иваново-Вознесенского губкома РКП(б), в 1925—1929 гг. учился в Институте красной профессуры.
Дальнейший послужной список:
- 1929—1931 член коллегии Народного комиссариата земледелия РСФСР, заместитель наркома
- 1931 член коллегии Народного комиссариата рабоче-крестьянской инспекции СССР
- руководитель Группы животноводства Центральной контрольной комиссии ВКП(б)
- 2.1933 — 1934 уполномоченный Центральной государственной комиссии по определению урожайности и валового сбора зерновых культур по Днепропетровской области
- 11.2.1934 — 6.1937 член Комиссии советского контроля при СНК СССР, руководитель Сельскохозяйственной группы.

С 13.7.1930 по 26.1.1934 член Центральной контрольной комиссии ВКП(б).
Арестован 27 июня 1937 года, расстрелян 30 октября того же года. Реабилитирован в 1955 году.
Автор книги «Кустарная промышленность СССР» и брошюры «Ленинское воспитание молодежи».